# فرناندو کانالس
فرناندو کانالس (به انگلیسی: Fernando Cañales) (زادهٔ ۲ نوامبر ۱۹۵۹) شناگر اهل ایالات متحده آمریکا است.